# 生存恐怖游戏
生存恐怖是动作冒险和恐怖遊戲的一種類型，主要強調於利用遊戲中的恐怖圖像和氛圍來嚇唬嘗試讓角色生存的玩家。儘管戰鬥可能是遊戲的一部分，但由於彈藥、生命值、速度和視野有限，或由於各種阻礙玩家與遊戲機制互動的方式，來使玩家比一般的動作遊戲更難以控制。玩家還面臨尋找到解鎖新區域路徑的物品並解決難題的挑戰。遊戲還會利用強烈的恐怖主題，例如迷宮般的黑暗環境和敵人的突襲。
「生存恐怖」一術語首次使用在於1996年發行的《生化危机》，該遊戲主要受到1989年的《甜蜜之家》和1992年的《鬼屋魔影》所影響。從那時起，該名稱就一直用於具有類似遊戲玩法的遊戲，並已追溯應用於早期的遊戲。從2005年的《生化危機4》起，該類型開始融合動作遊戲和更多傳統的第一人称射击和第三人称射击遊戲。但這已導致遊戲記者質疑長期存在的生存恐怖系列和最近的系列是否已放棄該類型，而轉為一種通常稱為「動作恐怖」的獨特類型。

## 定义
生存恐怖是指包含恐怖元素的生存元素游戏的子类型。玩家角色是脆弱的，武器不足，游戏策略强调解谜和躲避，而不是采取进攻策略。游戏通常要求玩家管理他们的物资，并配给弹药等稀缺资源。贯穿整个流派的另一个主题是孤独。通常，这些游戏的非玩家角色相对较少，因此，经常通过使用日记、文本或音频日志来讲述剧情。